# Shimada, Shizuoka
Shimada (japanska: 島田市 ?, Shimada-shi) är en stad i Shizuoka prefektur i Japan. Staden fick stadsrättigheter 1948.